# Michele Pawk
Michele Pawk (Butler, 16 novembre 1961) è un'attrice e cantante statunitense, vincitrice del Tony Award alla miglior attrice non protagonista in uno spettacolo nel 2002.

## Biografia
Ha recitato in numerosi musical e opere teatrali, tra cui: Mall (Broadway, 1988), Hello Again (Off Broadway, 1993), Merrily We Roll Along (Los Angeles, 1994), Chicago (Broadway, 1996), A Chorus Line (St. Louis, 1997), Into the Woods (Sacramento, 1997), Cabaret (Broadway, 1998), A Little Night Music (New York, 2003; Los Angeles, 2004), Mamma Mia! (Broadway, 2005), Hairspray (Broadway, 2007), Prayer For My Enemy (Off Broadway, 2008) e Giant (Off-Broadway, 2012).
Dopo un primo matrimonio con il produttore Kevin McCollum, terminato con il divorzio, nel 2004 Michele Pawk ha sposato l'attore John Dossett, da cui ha avuto il figlio Jack nel 2000. Suo zio era il cestista Johnny Pawk.

## Filmografia

### Cinema
- Jeffrey, regia di Christopher Ashley (1995)
- Il prezzo della libertà (Cradle Will Rock), regia di Tim Robbins (1999)

### Televisione
- L.A. Law - Avvocati a Los Angeles - serie TV, 1 episodio (1989)
- In viaggio nel tempo - serie TV, 1 episodio (1989)
- Cuori senza età - serie TV, 1 episodio (1990)
- Caro John - serie TV, 2 episodi (1990)
- Terremoto a San Francisco - film TV (1990)
- Law & Order - I due volti della giustizia - serie TV, 3 episodi (1992-2010)
- Law & Order - Unità speciale - serie TV, 3 episodi (2001-2020)
- Law & Order: Criminal Intent - serie TV, 2 episodi (2006-2011)
- La valle dei pini - serie TV, 7 episodi (2013)
- Madam Secretary - serie TV, 1 episodio (2016)

### Doppiaggio
- Anastasia, regia di Don Bluth (1997)

## Doppiatrici italiane
Nelle versioni in italiano delle opere in cui ha recitato, Michele Pawk è stata doppiata da:
- Sabrina Duranti in Jeffrey
- Mirta Pepe in New Amsterdam

## Riconoscimenti
- 2003 – Tony Award alla miglior attrice non protagonista in un'opera teatrale per Hollywood Arms
- 2020 – Lucille Lortel Award alla miglior attrice non protagonista in un'opera teatrale per Heroes of the Fourth Turning